# Nong Khai (província)
Nong Khai é uma província da Tailândia. Sua capital é a cidade de Nong Khai.